# Die schöne Schrift
Die schöne Schrift ist ein Roman des spanischen Schriftstellers Rafael Chirbes. Das Original La buena letra erschien 1992. Die deutsche Übersetzung von Dagmar Ploetz wurde 1999 im Verlag Antje Kunstmann veröffentlicht.

## Rezensionen
Die Buchbesprechungen anlässlich des Erscheinens 1999 spiegeln den großen Facettenreichtum des Romans wider.

### Schweigen, bis daß der Tod uns scheidet
„Die schöne Schrift ist der Lebensbericht einer einfachen Frau, das Porträt einer Familie während und nach dem spanischen Bürgerkrieg, die Geschichte einer schweigsamen Zerstörung von Liebe, Hoffnung und Lebensentwürfen. […] Chirbes erzählt in einer schlichten Sprache, die sich an der Konstitution seiner Protagonistin orientiert. Doch die Geschichte wirkt dadurch stellenweise sehr gerafft und somit über große Strecken zu schematisch. Veränderungen bei den Charakteren sind manchmal überraschend und nur vage aus dem Handlungsverlauf zu rekonstruieren. Dies ist einerseits schade, da viel Potential in dem Stoff liegt. Andererseits hat dies aber auch seinen Reiz: Die Geschichten sind von einer Aura der Heimlichkeiten umgeben, was zu der Verdrängungstaktik der Figuren paßt. Leider macht der Roman - der mit der Bezeichnung Erzählung wohl besser kategorisiert wäre - neugierig auf etwas, was er in letzter Konsequenz nicht zu leisten vermag. Das Brisante wird angedeutet, geht aber in der mit tabellarischer Manier ausgeführten Schilderung der Ereignisse unter. Am Ende der Lektüre hat man den Eindruck, daß der Autor nun damit beginnen könnte, die gut angelegten Charaktere weiter auszubauen und aus dem vielversprechenden Exposé endlich einen Roman zu machen.“

### Das Ich im Mittelpunkt der Historie
„Es ist ein Thema, so breit und umfassend, dass sich daraus problemlos ein Roman von nicht unansehnlichem Umfang hätte schreiben lassen. Der Autor aber hat es anders gewollt, hat nicht die epische Breite gesucht, die ein seine Figuren umsichtig mit Beschreibungen und Erklärungen durch die Geschichte führender Erzähler mit sich bringt. Und damit zugleich eben auch nicht den in solchem Falle unmittelbar sich aufdrängenden Vergleich provoziert mit jenen Romanautoren dieses und des letzten Jahrhunderts, die Historie darstellen wollten. Vielmehr hat er die Erzählperspektive so gewählt, dass sich sein Thema auf 143 nicht eben eng bedruckten Seiten fassen ließ: Die Jahre nach dem Ende des Spanischen Bürgerkriegs, erinnert 50 Jahre danach, verwoben mit der persönlichen Geschichte eines namenlos bleibenden (weiblichen) Ich und seiner es ganz allein betreffenden Tragödie um eine unglückliche, erst im Angesicht des Todes zwischen den Betroffenen auch eingestandenen Liebe. […] Dies einige Grundzüge des Romans, dem ein anderer Leser andere und weitere Sichtweisen abgewinnen wird, wie etwa eine, die ausgeht von der Frage, wer - Männer oder Frauen - schlimmer betroffen ist von den Folgen des Krieges, oder ausgeht von der Tatsache, dass es immer wieder Frauen sind, die Verderben bringen, ein Verderben, dem vor allem die Männer ausgeliefert sind. Dass die Besprechung also nicht abgeschlossen ist und sein kann, möge nicht zuletzt als Zeichen für die Qualität des Werkes verstanden werden.“

### Geißblatt und Gedächtnis
„[…] Warum sie gerade jetzt das Bedürfnis hat zu sprechen, weiß Ana nicht. Des Nachts hat der Duft des Geißblatts ihr Gedächtnis geritzt, und mit ihm haben sich die alten Geschichten in den Kopf gedrängt: von der Kindheit in dem kleinen Städtchen Bovra im Süden Spaniens, der Hochzeit, dem Bürgerkrieg und dem Elend der Nachkriegszeit, dem Schwager Antonio und seiner Frau Isabel. Sie erzählt sie ihrem einzigen Sohn, und sie erzählt sie sich selbst. ‚Vielleicht nur, weil sich beim Sprechen die Erinnerung einstellt, eine kranke Erinnerung ohne Hoffnung.‘ […] ‚Die schöne Schrift‘ ist ein Roman der Hoffnungslosigkeit, erzählt in einer Sprache von karger Schönheit, ein unpathetisches, zutiefst pessimistisches Stück Literatur, an dessen Ende auch der Tod keine Erlosung verheißt.[…]“

### Im eigenen Schatten
„[…] Nicht das Leben, sondern der Tod beschriftet und markiert den Menschen als Individuum, solches Philosophieren geht natürlich weit über Anas Horizont. Es ist klar, daß die naive Erzählerin dieses literarisch hochkalkulierten und hochkontrollierten Textes als reine Kunstfigur angelegt ist. Ihre Rede folgt einer künstlichen Ökonomie, einer Rhetorik des Schweigens. Aus ihr ergibt sich das Problem des Buches, denn genaugenommen hat der Leser zwei Bücher in der Hand; ein geschriebenes und ein ungeschriebenes. Denn jenes, das geschriebene, ist so artifiziell knapp, es verschweigt so vieles, daß es automatisch seinen eigenen Schatten produziert, in dem sich der Umriß des Nichterzählten, des Nichtgeschriebenen abbildet. Es ist ziemlich klar, was Rafael Chirbes, dessen Literatur ein Gedächtnis der jüngeren Geschichte Spaniens darstellt, mit dieser Rhetorik des Schweigens erreichen will. Dieser Anteil der Geschichte repräsentiert gleichsam die Geschichtsverdrängungen des spanischen Gegenwartsbewußtseins. […]“

### Franco, das sind auch Sie
„[…] Chirbes hat mit ‚Die schöne Schrift‘ für Spanien und die Welt den großen Roman über die jüngere spanische Geschichte und Gegenwart geschrieben. Wünschen wir uns, daß etwas Vergleichbares über die deutsche Vergangenheit und Gegenwart entsteht. […]“

## Ein Buch für die Stadt
Der Roman war Ein Buch für die Stadt 2007 in Köln und der Region.

„Das fünfte Lesefest rund um das ‚Buch für die Stadt‘ geht zu Ende. […] Und auch an den bislang 25 000 verkauften Exemplaren der Sonderausgabe des Romans ‚Die schöne Schrift‘. Das ist ein Rekord und eine verkaufte Auflage, die das Buch im spanischen Original nicht erreicht hat. Dies ist umso bemerkenswerter, da die Sonderausgabe nur in Köln und der Region nachgefragt worden ist. […]“